# Jay Vine
Jay Vine (n. 16 noiembrie 1995, Townsville, Queensland, Australia) este un ciclist de curse profesionist australian, care concurează în prezent pentru Intermarché–Wanty–Gobert Matériaux, echipă licențiată UCI WorldTeam.

## Rezultate în Marile Tururi

### Turul Spaniei
2 participări
- 2021: locul 3
- 2022: nu a terminat competiția, câștigător al etapelor a 6-a și a 8-a